# La creación de la conciencia feminista
La creación de la conciencia feminista. Desde la Edad Media hasta 1870 (The Creation of Feminist Consciousness) es un libro escrito por Gerda Lerner que complementa La creación del patriarcado. Se publicó en 1993 y constituye la segunda parte de la obra que Lerner tituló Women and History. Los temas que desarrolla son el estudio histórico del surgimiento de la conciencia feminista y las diferentes formas de resistencia que han sido desarrolladas por las mujeres. En él documenta doce siglos en los que las mujeres han luchado por liberarse del pensamiento patriarcal y por construir una conciencia feminista.

## Resumen
Lerner trazó una genealogía desde la Edad Media hasta el siglo XIX, mostrando los diferentes aspectos en los que las mujeres han luchado por su autonomía y por una voz propia. Estos límites temporales fueron elegidos porque se dispone de fuentes escritas ya en el siglo VII y 1870, porque surge el movimiento sufragista en el occidente europeo y en los Estados Unidos.
Hace la semblanza de místicas y visionarias, mujeres religiosas católicas, beguinas, protestantes, pietistas, cuáqueras y shakers que demostraron que eran “criaturas iguales ante Dios”, capaces de comunicarse con Él sin la mediación de los hombres. Así nombra desde Hildegarda de Bingen (siglo XII), Guglielma de Milán (xiii), Margarita Porete (xiii-xiv) Christina Ebner (s. xiv) o Juliana de Norwich (xv) hasta Teresa de Ávila (xvi), Madame Guyon (xvii) Anna Vetter, (xvii) Margaret Fell (xvii) o Ann Lee (xxviii), entre muchas más.
Otras, se afirmaron a sí mismas, partiendo de su común experiencia o “capacidad de ser madres”. Así nombra a Dhuoda (siglo IX), Matilde de Magdeburgo, Gertrudis Magna, Margaret Fell y Sarah Grimké (xix).
Otras fueron las que “se autorizaron a sí mismas” a pensar y a escribir, desarrollando su creatividad intelectual y artística, pese a los impedimentos. Entre estas nombra a pensadoras, escritoras y artistas como María de Francia (xii), Christine de Pizan (xv), Isotta Nogarola (xv), Marie de Gournay (xvii), Sor Juana Inés de la Cruz (xvii), Elisabeth Elstob (xvii), Mary Woollstonecraft (xviii), Jane Austen (xvii-xviii), Flora Tristán (xix), así como a numerosas escritoras, novelistas o poetas del xix, como Emily Dickinson, las hermanas Bronte, George Eliot, Georg Sand y Elizabeth Barrett Browning,
Para ella esta es la “historia de las mujeres” que quedaba por hacer, la que faltaba por contar.

## Contenido
Lerner entendía la historia como un proyecto transformador que nos explica el presente. Por ello, la memoria y su recuperación son claves para la emancipación. Para ella, el colectivo de mujeres no se puede analizar como otras minorías ya que representa la mitad de la humanidad y es objeto de una opresión muy específica que antecede al resto de opresiones.
Las mujeres han sido excluidas de la historiografía, ya que esta era escrita por hombres, por lo general, ligados al poder estatal que reflejaban los acontecimientos políticos del poder, las obras de los gobernantes y poderosos y los hechos bélicos y sus actores. Así Lerner en este libro explicó exhaustivamente la forma cómo, en países como Inglaterra, Alemania, Francia y Estados Unidos, las mujeres dieron batallas aisladas por su emancipación, pero que no tuvieron seguimiento.
La esencia de la relación tan diferente que hombres y mujeres tienen con los procesos históricos es consecuencia del hecho de que las mujeres han tenido siempre que invertir mucha energía en “reinventar la rueda, una y otra vez, generación tras generación”, mientras que los hombres han formado su pensamiento a partir de los de otros hombres, que han recogido los conceptos más importantes de la civilización occidental, transmitidos de una generación a otra. Las mujeres han debido empezar de cero cada vez. sin poder utilizar las experiencias de sus antepasadas.
Esta falta de representación histórica ha provocado que la institucionalización de los derechos haya tenido al hombre como figura dominante del orden social. Lerner expuso la dificultad de las mujeres para acceder al saber sin la construcción de un “discurso emancipador” colectivo.
Durante toda la historia han existido siempre vías de escape para las mujeres de las clases elitistas, cuyo acceso a la educación fue uno de los principales aspectos de sus privilegios de clase. Pero el dominio masculino de las definiciones ha sido deliberado y generalizado, y la existencia de unas mujeres muy instruidas y creativas apenas ha dejado huella después de cuatro mil años. De manera universal, las mujeres de cualquier clase han dispuesto siempre de menos tiempo libre que los hombres y, debido a que tienen que criar a sus hijos además de sus funciones de atender a la familia, el tiempo libre que tenían por lo general no era para ellas.
En 1975 ya Lerner se refirió a las primeras etapas en la investigación en la historia de las mujeres como "historia compensatoria" e "historia contributiva", y planteó una serie de preguntas adicionales para comprender las tensiones culturales de mujeres y varones.